# Dunstelkingen
Dunstelkingen (schwäbisch: Dooschdlkenga) mit dem Weiler Hofen ist ein Ortsteil der Gemeinde Dischingen im Landkreis Heidenheim. Bis 1974 war Dunstelkingen eine eigenständige Gemeinde.

## Lage und Verkehrsanbindung
Dunstelkingen liegt nordöstlich des Kerns von Dischingen an den Kreisstraßen K 3003 und K 3004.
Der Ort liegt auf der Ries-Alb, einer Hochfläche im Osten der Schwäbischen Alb.
Von der einstigen Burg Dunstelkingen zeugen noch einige Grabenreste.

## Wappen
Blasonierung: In Silber auf blauem Schildfuß eine rote Burg mit zwei Seitentürmen und geschlossenem Tor.